# Bispetorvet (København)
 For alternative betydninger, se Bispetorvet. (Se også artikler, som begynder med Bispetorvet)
Bispetorvet er et lille offentligt torv i det centrale København på hjørnet af Nørregade og Studiestræde. Det har navn efter Bispegården, Københavns biskops officielle residens, på torvets nordside. Torvet præges særligt af Vor Frue Kirkes indgangsparti, som vender ud mod torvet. Reformationsmonumentet fra 1943 står midt på torvet.

## Historie
Bispetorv blev anlagt i forbindelse med C. F. Hansens genopbygning af Vor Frue Kirke efter dennes ødelæggelse ved briternes bombardement af byen under Københavns bombardement. Da ejendomme på beliggenheden også var blevet ødelagt, fik Hansen held med at få borgerskabet til at overtage grundene, og han tegnede også de omkringliggende bygninger.
Hansens bygninger blev solgt i 1899 og nedrevet for at gøre plads til nye bygninger for Studentersamfundet, der var blevet stiftet i 1882. De nye bygninger blev tegnet af C. F. Jeppesen og Carl Thonning i nationalromantisk byggestil på hjørnet af Studiestræde, toppet af et stejlt pyramideformet tag. I 1916 blev bygningerne solgt og redesignet af Gotfred Tvede som fjernede tårnet og adapterede et mere sobert neoklassisk udtryk. I 1949 blev bygningen opkøbt af Københavns Universitet, der allerede havde et antal bygninger i området, og derefter kendt som Bispetorv Anneks.

## Reformationsmonumentet
Monumentet på midten af torvet er til minde om Reformationen i Danmark. Det blev indviet den 6. juni 1943. Monumentet blev designet af skulptøren Max Andersen og arkitekt Harald Lønborg-Jensen. Det består af en søjle dekoreret med relieffer og inskriptioner på alle fire sider. Reliefferne omtaler centrale begivenheder i Reformationen.